# Ред Стар
«Ред Стар» (фр. Red Star Football Club) — французький футбольний клуб передмістя Парижа Сент-Уана, який наразі виступає у третьому дивізіоні французького чемпіонату. Заснований 1897 року, домашні ігри проводить на стадіоні «Стад де Парі». П'ятиразовий володар Кубка Франції.

## Історія

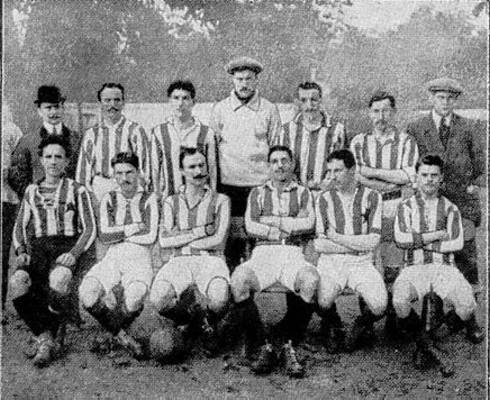
Гравці «Ред Стар» у 1910 році.

Клуб було засновано 1897 року християнським активістом Жулєм Ріме, який згодом став одним з ініціаторів створення та першим президентом Французької футбольної федерації, а з 1921 по 1954 рік очолював світовий футбол на посаді президента ФІФА.
Клуб почав виступи 1898 року у третьому за силою дивізіоні французького футболу. 1921 року команда клубу здобула свій перший трофей — Кубок Франції, змагання за який було започатковане лише трьома роками раніше. Згодом «Ред Стар» два роки поспіль захищав титул володаря національного Кубка. Пізніше, у 1928 та 1942 роках, клуб ще двічі вигравав кубковий турнір, ставши п'ятиразавим володарем цього трофею.
1932 року «Ред Стар» став одним з клубів-засновників Національного чемпіонату, першого професійного дивізіону у французькому футболі, який за рік, у 1933, отримав свою сучасну назву Ліга 1. В елітному дивізіоні французької першості загалом провів 19 сезонів — крім дебютного сезону 1932/33 виступав в ньому протягом 1939—1948 років, в сезоні 1965/66, протягом 1967—1973, а також, востаннє, в сезоні 1974/75.

### Назви клубу
- «Ред Стар Франсе» / Red Star Club Français (1897–1906)
- «Ред Стар Амікаль» / Red Star Amical Club (1906–1927)
- «Ред Стар Олімпік» / Red Star Olympique (1927–1946)
- «Ред Стар Олімпік Одоньєн» / Red Star Olympique Audonien (1946–1948)
- «Стад Франсе-Ред Стар» / Stade Français-Red Star (1948–1950)
- «Ред Стар Олімпік Одоньєн» / Red Star Olympique Audonien (1950–1957)
- ФК «Ред Стар» / Red Star Football Club (1957–1968)
- АС «Ред Стар» / AS Red Star (1978–1984)
- АС «Ред Стар 93» / AS Red Star 93 (1984–2003)
- ФК «Ред Стар 93» / Red Star Football Club 93 (2003–2012)
- ФК «Ред Стар» / Red Star Football Club (з 2012)

## Досягнення
- Кубок Франції:
  - Володар (5): 1920-21, 1921-22, 1922-23, 1927-28, 1941-42

- Ліга 2:
  - Переможець (2): 1933—34, 1938—39

- Чемпіонат Парижу:[1]
  - Переможець (4): 1920, 1922, 1924, 2005

## Відомі гравці
Див. також Категорія:Футболісти «Ред Стара»\
- П'єр Шеріге 1911—1925
- Поль Ніколя 1920—1931
- Філіпп Боннардель 1920—1927
- Алексіс Тепо 1928—1935
- Гільєрмо Стабіле 1936—1939
- / Алехандро Скопеллі 1938—1939
- / Еленіо Еррера 1940—1942
- Люсьєн Ледюк 1945—1946
- Філіпп Гонде 1972
- Збігнев Гут 1982—1984
- Бубнов Олександр Вікторович 1989—1990
- Черенков Федір Федорович 1990—1991
- Родіонов Сергій Юрійович 1990—1993
- Сафет Сушич 1991—1992
- Стів Марлє 1991—1996, 2011-2012
- Тоні Каскаріно 2000
- Венсан Герен 2001-2002
- Жоффрей Тюлан 2012-2014